# Laze (gmina Velenje)
Laze – wieś w Słowenii, w gminie miejskiej Velenje. W 2018 roku liczyła 416 mieszkańców. 